# 2009年美國電影學會獎
2009年美國電影學會獎（英語：American Film Institute Awards 2009）為表彰2011年年度最佳前10大電影與電視劇。

## 10大電影
- 《第十四道門》
- 《醉後大丈夫》
- 《拆彈部隊》
- 《天堂信差（英语：The Messenger (2009 film)）》
- 《珍愛人生》
- 《正經好人》
- 《摯愛無盡》
- 《棒球男孩（英语：Sugar (2008 film)）》
- 《天外奇蹟》
- 《型男飛行日誌》

## 10大影集
- 《生活大爆炸》
- 《三棲大丈夫》
- 《勝利之光（英语：Friday Night Lights (TV series)）》
- 《歡樂合唱團》
- 《廣告狂人》
- 《摩登家庭》
- 《第一女子偵探所（英语：The No. 1 Ladies' Detective Agency (TV series)）》
- 《歪版護士》
- 《派對之後（英语：Party Down）》
- 《真愛如血》

## 外部連結
- 官方网站（英文）